# Cavana di Monfalcone
Cavana di Monfalcone este o arie protejată (arie specială de conservare — SAC, sit de importanță comunitară — SCI) din Italia întinsă pe o suprafață de 133 ha, din care 12 % marine.

## Localizare
Centrul sitului Cavana di Monfalcone este situat la coordonatele 45°47′15″N 13°31′22″E / 45.7875°N 13.5228°E.

## Înființare
Situl Cavana di Monfalcone a fost declarat sit de importanță comunitară în septembrie 1995 pentru a proteja 2 specii de plante și 25 de specii de animale. Situl a fost protejat și ca arie specială de conservare în octombrie 2013.

## Biodiversitate
Situată în ecoregiunea continentală, aria protejată conține 10 habitate naturale: Mlaștini calcaroase cu Cladium mariscus și specii de Caricion davallianae, Terase mlăștinoase și terase nisipoase neacoperite de apă la reflux, Liziere de ierburi înalte hidrofile de câmpie și de nivel montan până la alpin, Cursuri de apă de la nivel de câmpie la nivel montan, cu vegetație Ranunculion fluitantis și Callitricho-Batrachion, Mlaștini alcaline, Bancuri de nisip acoperite în permanență slab de apă marină, Pajiști cu Molinia pe soluri calcaroase, turboase sau argilos-nămoloase (Molinion caeruleae), Pășuni mediteraneene udate de apa mării (Juncetalia maritimi), Păduri aluvionare cu Alnus glutinosa și Fraxinus excelsior (Alno-Padion, Alnion incanae, Salicion albae), Tufărișuri halofile mediteraneene și termo-atlantice (Sarcocornetea fruticosi).
La baza desemnării sitului se află mai multe specii protejate:
- plante (2): Euphrasia marchesettii, Gladiolus palustris
- păsări (14): pescăruș albastru (Alcedo atthis), gâscă cenușie (Anser anser), ciocârlie-cu-degete-scurte (Calandrella brachydactyla), erete de stuf (Circus aeruginosus), erete vânăt (Circus cyaneus), erete cenușiu (Circus pygargus), ciocănitoare neagră (Dryocopus martius), presură de stuf (Emberiza schoeniclus), stârc pitic (Ixobrychus minutus), sfrâncioc roșiatic (Lanius collurio), cormoran mic (Microcarbo pygmaeus), stârc de noapte (Nycticorax nycticorax), viespar (Pernis apivorus), pițigoi-pungar (Remiz pendulinus)
- amfibieni (3): izvoraș-cu-burta-galbenă (Bombina variegata), Rana latastei, Triturus carnifex
- nevertebrate (4): Coenonympha oedippus, fluturele purpuriu (Lycaena dispar), Maculinea teleius, Vertigo angustior
- pești (2): Aphanius fasciatus, Knipowitschia panizzae
- reptile (2): Caretta caretta, țestoasa de baltă (Emys orbicularis)

Pe lângă speciile protejate, pe teritoriul sitului au mai fost identificate 14 specii de plante, 4 specii de amfibieni, 2 specii de mamifere, 5 specii de nevertebrate, 6 specii de reptile.